# Rövşən Bayramov
Rövşən Bayramov (ur. 7 maja 1987 w Baku) – azerski zapaśnik w stylu klasycznym, dwukrotny srebrny medalista olimpijski, mistrz świata, dwukrotny mistrz Europy.
Podczas igrzysk olimpijskich w Pekinie, w drodze do finału pokonał kolejno Mustafę Muhamnada, Yagniera Hernándeza oraz Romana Amojana. W walce finałowej przegrał z Nazirem Mankijewem. Cztery lata później, w Londynie powtórzył ten sukces, w finale wagi 55 kg, przegrywając z Hamidem Surijanem. Zajął piąte miejsce w Rio de Janeiro 2016 w kategorii 59 kg.
Triumfator Pucharu Świata w 2015; drugi w 2017; szósty w 2009 i jedenasty w 2011. Najlepszy na MŚ wojskowych w 2006 roku.